# 拉格朗德帕鲁瓦斯
拉格朗德帕鲁瓦斯（法語：La Grande-Paroisse，法語發音：[la ɡʁɑ̃d paʁwas] ⓘ，意为“大的堂区”）是法国法蘭西島大區塞纳-马恩省的一个市镇，属于普罗万区。 

## 地理
拉格朗德帕鲁瓦斯（48°23'12"N, 2°54'9"E）面积29.07 平方千米，位于法国法蘭西島大區塞纳-马恩省，该省份为法国北部内陆省份，北起瓦兹省，西接埃松省、马恩河谷省、塞纳-圣但尼省和瓦兹河谷省，南至卢瓦雷省，东南接约讷省，东临马恩省和奥布省，东北接埃纳省。
与拉格朗德帕鲁瓦斯接壤的市镇（或旧市镇、城区）包括：布里地区瓦朗斯、塞纳河畔瓦雷讷、塞纳河畔韦尔努拉塞勒、圣雅克城、福尔日、蒙特罗福约讷、莫雷-卢万和奥尔瓦讷。

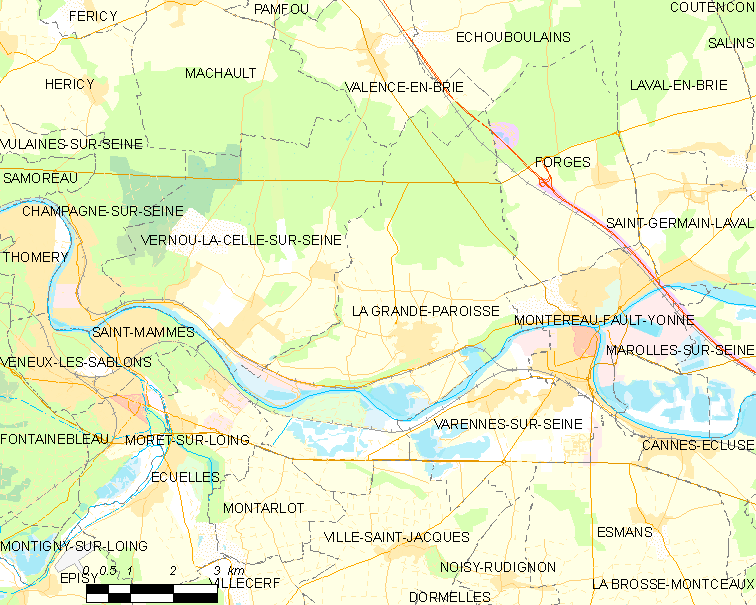
拉格朗德帕鲁瓦斯的OSM定位图

拉格朗德帕鲁瓦斯的时区为UTC+01:00、UTC+02:00（夏令时）。

## 行政
拉格朗德帕鲁瓦斯的邮政编码为77130，INSEE市镇编码为77210。

## 政治
拉格朗德帕鲁瓦斯所属的省级选区为蒙特罗福约讷县。

## 人口

1962-2008年间拉格朗德帕鲁瓦斯人口变化图示

拉格朗德帕鲁瓦斯于2022年1月1日时的人口数量为2899人。